# Системна біологія
Системна біологія — наукова дисципліна, що утворилася внаслідок перетину біології та теорії складних систем. Уперше термін був використаний 1993 року в статті авторів W. Zieglgänsberger і TR. Tölle.
Системна біологія є міждисциплінарною наукою про життя. Спрямована на вивчення складних взаємодій в живих системах. Використовує новий підхід в біології: холізм замість редукціонізму. Основна увага в системній біології приділяється емерджентним властивостям, тобто властивостями біологічних систем, які неможливо пояснити тільки з точки зору властивостей її компонентів. Таким чином завданнями системної біології є дослідження та моделювання властивостей складних біологічних систем, які не можна пояснити сумою властивостей її складових.
Широкого вжитку термін «системна біологія» набув після 2000 року. Системна біологія має зв'язок із математичною біологією.

## Значення
Системна біологія може розумітися як:
- Область досліджень, присвячена вивченню взаємодій між складовими біологічних систем, і як ці взаємодії приводять до появи функцій і характеристик систем. Наприклад, взаємодія метаболітів і ферментів у метаболічних системах.
- Наукова парадигма, протиставляється редукціоністській парадигмі у вивченні складних біологічних систем, однак повністю відповідна науковому методу пізнання.
- Набір дослідницьких протоколів, а саме, цикл досліджень, що складається з теорії, аналітичного або комп'ютерного моделювання для формулювання гіпотез про систему, експериментальної перевірки, і потім використання отриманих даних для опису клітини або клітинних процесів для поліпшення комп'ютерної моделі або теорії[2][3]. Оскільки метою є модель взаємодій у складній системі, експериментальні методики, які використовуються в системній біології повинні бути найбільш детальними. З цієї причини для верифікації моделей використовуються такі методики як транскриптоміка, метаболоміка, протеоміка та інші високопродуктивні технології для збору чисельних даних.
- Застосування теорії динамічних систем до біологічних систем.
- Соціонауковий феномен, який визначається як прагнення до інтеграції складних даних про взаємодії в біологічних системах, отриманих з різних експериментальних джерел, використовуючи міждисциплінарні методи.

Різниця в розумінні системної біології пояснюється тим фактом, що це поняття належить швидше до сукупності пересічних концепцій, ніж до одного чітко визначеного напрямку. Незважаючи на відмінність в розумінні цілей і методів системної біології, термін широко використовується дослідниками, зокрема як частина назв наукових підрозділів і цілих інститутів по всьому світу.

## Історія
Передумовами появи системної біології є:
- кількісне моделювання ферментативної кінетики, що почало формуватись як напрям у 1900 році;
- математичне моделювання зростання популяцій;
- моделювання в нейрофізіології;
- теорія динамічних систем і кібернетика.

Засновником системної біології можна вважати Людвіга Фон Берталанфі, засновника загальної теорії систем, автора книги «Загальна теорія систем у фізиці та біології», опублікованої у 1950 році. Однією з перших чисельних моделей в біології є модель британських нейрофізіологів і лауреатів нобелівської премії Ходжкіна та Хакслі, опублікованої у 1952 році. Автори створили математичну модель, що пояснює поширення потенціалу дії вздовж аксона нейрона. Їхня модель описувала механізм поширення потенціалу як взаємодію між двома різними молекулярними компонентами: каналами для калію і натрію, що можна вважати початком обчислювальної системної біології. У 1960 році на основі моделі Ходжкіна та Хакслі, Деніс Нобл створив першу комп'ютерну модель серцевого ритму.
Формально перша робота із системної біології, як самостійної дисципліни, була представлена системним теоретиком Михайлом Месаровичем, у 1966 році на міжнародному симпозіумі в Інституті технології в Клівленді (США, штат Огайо) під назвою «Системна теорія і біологія».
У другій половині двадцятого століття був розроблений ряд підходів для вивчення складних молекулярних систем, таких як теорія контролю метаболізму і теорія біохімічних систем. Успіхи молекулярної біології у 80-х роках при деякому спаді інтересу до теоретичної біології взагалі, яка обіцяла більше ніж змогла досягти, призвели до падіння інтересу до моделювання біологічних систем.
На початку двадцять першого століття, коли створювалися інститути системної біології в Сіетлі і Токіо, системна біологія вступила в повні права. Будучи залученою в різні геномні проекти, допомагаючи в інтерпретації інших високопродуктивних експериментів, включаючи біоінформатику. Станом на 2006 рік, у зв'язку з браком системних біологів було створено кілька навчальних центрів по всьому світу.

## Експериментальні методи системної біології
Для верифікації створюваних моделей системна біологія працює із найрізноманітнішими типами експериментальних даних, що описують як окремі складові, так і систему в цілому. Найчастіше як вихідна інформація для формулювання гіпотез і висновків використовуються дані, отримані в інших областях біології: біохімії, біофізики, молекулярної біології. Проте, існує ряд специфічних методів, міцно асоційованих з системною біологією. Ці методи характеризує велика кількість експериментальних вимірювань, а також одночасне детектування багатьох характеристик, що стало можливим з появою автоматизованих потокових методик експериментів.
Прикладами таких методів можуть бути:
- Геноміка — високопродуктивні методи секвенування ДНК, включаючи вивчення варіабельності в різних клітинах одного організму;
- Епігеноміка, Епігенетика — вивчення факторів, що впливають на експресію генів, і не визначаються послідовністю нуклеотидів у ДНК;
- Транскриптоміка — вимірювання експресії генів, використовуючи ДНК-мікрочипи та інші методи;
- Інтерфероміка — вимір взаємодії транскрибованих РНК;
- Протеоміка, Транслатоміка: вимірювання рівня білків або пептидів з використанням двовимірного гель-електрофорезу, мас-спектрометрії або багатовимірних методик вимірювання білків;
- Метаболоміка — вимірювання концентрацій малих молекул, метаболітів;
- Глікоміка — вимірювання рівня вуглеводів;
- Ліпідоміка — вимірювання рівня ліпідів.
- Мультиоміка — інтегративний аналіз даних багатьох оміксних технологій. (див. також Біоінформатика)

Крім представлених методів вимірювання рівня молекул, існують також складніші методи, що дозволяють визначати динаміку характеристик в часі і взаємодію між компонентами:
- Інтерактоміка — вимір взаємодій між молекулами;
- Флаксоміка — вимір динаміки потоків і концентрацій у часі;
- Біоміка — системний аналіз біому.

Перераховані методики все ще активно розвиваються як в напрямку збільшення точності й інформативності вимірювань, так і в способах чисельної обробки одержуваних даних.

## Інструменти системної біології
Дослідження в області системної біології найчастіше полягають у розробці механічної моделі складної біологічної системи, тобто моделі, сконструйованої на основі кількісних даних про елементарні процеси, що складають систему.
Метаболічний або сигнальний шлях може бути описаний математично на основі теорій ферментативної або хімічної кінетики. Для аналізу отриманих систем можуть застосовуватися математичні методи нелінійної динаміки, теорії випадкових процесів, або використовуватися теорія управління.
Через складності досліджуваного об'єкта, великої кількості параметрів, змінних і рівнянь, що описують біологічну систему, сучасна системна біологія неможлива без використання комп'ютерних технологій. Комп'ютери використовуються для розв'язання систем нелінійних рівнянь, вивчення стійкості та чутливості системи, визначення невідомих параметрів рівнянь за експериментальними даними. Нові комп'ютерні технології справляють істотний вплив на розвиток системної біології. Зокрема, використання обчислювальних процесів, автоматичних засобів пошуку інформації в публікаціях, обчислювальної лінгвістики, розробка та наповнення загальнодоступних баз даних.
В рамках системної біології проводиться робота над створенням власних програмних засобів для моделювання й універсальних мов для зберігання та анотації моделей. Як приклад можна навести SBML, CellML — розширення XML для запису моделей, а також SBGN — мова графічного подання структури взаємодій елементів біологічних систем.

## Моделювання
У жовтні 2017 з'явився фреймворк OpenFermion Cirq , перша платформа з відкритим кодом для перекладу проблем хімії та матеріалознавства в квантові схеми. OpenFermion — це бібліотека для моделювання систем взаємодіючих електронів (ферміонів), що породжують властивості речовини. До OpenFermion розробникам квантових алгоритмів потрібно було вивчити значну кількість хімії та написати велику кількість коду, щоб зламати інші коди, щоб скласти навіть найосновніші квантові симуляції.

### Книги
- Konieczny Leszek; Roterman-Konieczna Irena; Spólnik Paweł (2023). Systems Biology: Functional Strategies of Living Organisms (англ.). Cham: Springer Nature. ISBN 978-3-031-31556-5.
- Albrecht, Marco (2023). Introduction to Systems Biology Workbook for Flipped-classroom Teaching.. Cambridge. ISBN 978-1-80064-410-6.
- Alon, Uri (2019). An introduction to systems biology: design principles of biological circuits (2nd ed.). Boca Raton, Florida. ISBN 978-1-4398-3717-7.
- Voit, Eberhard O. (2018). A first course in systems biology (2nd ed.). New York. ISBN 978-0-8153-4568-8.
- Rajewsky, Nikolaus; Jurga, Stefan; Barciszewski, Jan (2018). Systems biology. Cham, Switzerland. ISBN 978-3-319-92967-5.
- Aizat, Wan Mohd; Goh, Hoe-Han; Sharul Nataqain Baharum (2018). Omics applications for systems biology. Cham, Switzerland. ISBN 978-3-319-98758-3.
- Walhout, A. J. Marian; Vidal, Marc; Dekker, Job (2012). Handbook of systems biology: concepts and insights (1st ed). Amsterdam: Elsever/Academic Press. ISBN 978-0-12-385944-0.

### Журнали
- IET Systems Biology
- Current Opinion in Systems Biology
- npj Systems Biology and Applications
- Regulatory Mechanisms in Biosystems (UA)
- Systems Biology in Reproductive Medicine

### Статті
- Systems biology articles from across Nature Portfolio
- Aderem, Alan (2005). Systems Biology: Its Practice and Challenges. Cell (English) 121 (4). с.511–513. doi:10.1016/j.cell.2005.04.020
- Dhillon, Bhavjinder K.; Smith, Maren; Baghela, Arjun; Lee, Amy H. Y.; Hancock, Robert E. W. (2020). Systems Biology Approaches to Understanding the Human Immune System. Frontiers in Immunology 11. doi:10.3389/fimmu.2020.01683.